# S2 (звезда)
S2 (также известная как S0-2) — звезда, расположенная недалеко от радиоисточника Стрелец A* — сверхмассивной чёрной дыры в центре Галактики. Звезда совершает полный оборот вокруг него за 15,56 ± 0,35 года c перицентральным расстоянием 17 световых часов (120 а. e.), что лишь в 4 раза больше, чем расстояние от Солнца до Нептуна. Очередное прохождение перицентра орбиты произошло в начале 2002 года.
Наблюдения за звездой велись с 1995 года для подтверждения предположения о существовании сверхмассивной чёрной дыры в центре Млечного Пути. Накопленные данные подтверждают существование такого объекта в этой области. К 2008 году S2 совершила полный оборот с момента начала наблюдений.
Группа астрономов, главным образом из Института внеземной физики Общества Макса Планка, использовала наблюдения за орбитальной динамикой S2 для определения расстояния от Земли до центра галактики. Астрономы получили значение в 7,94 ± 0,42 килопарсек, что близко к результатам, ранее полученным другими методами.
Данные орбиты S2 дадут возможность астрономам проверить различные эффекты, предсказанные общей теорией относительности, и даже эффекты дополнительных измерений. Недавно полученные оценки массы Стрельца A* в 4,3 миллионов солнечных масс и расстояния от него до звезды S2 делают её орбиту одной из самых быстрых из известных: орбитальная скорость звезды в перицентре не менее 5000 км/с или 2 % от скорости света. Центростремительное ускорение S2 вблизи перицентра орбиты составляет около 1,5 м/с2, оно близко к ускорению свободного падения на поверхности Луны (1,62 м/с2, или 1⁄6 стандартного земного ускорения свободного падения).

###### Более близкие к СЧД звёзды
Лишь в 2012 году была открыта звезда S0-102, которая совершает полный оборот вокруг центра галактики за 11,5 года. S2 обладает светимостью в 16 раз выше, чем S0-102, что мешало обнаружить последнюю.
Также существует другая довольно тусклая звезда S62, которая подходит к СЧД так близко, что разгоняется до приблизительно 10% скорости света .

Полученные орбиты S2 и других 5 звёзд, обращающихся вокруг кандидата в сверхмассивные чёрные дыры Стрельца A* в центре Млечного Пути.